# 莫斯科水犬
莫斯科水犬（英語：Moscow Water Dog），也被称为莫斯科潜水犬（Moscow Diver）、莫斯科寻回犬（Moscow Retriever）或莫斯科沃多拉兹犬（俄语：Московский Водолаз），是一种用作水上搜救的犬种，通过纽芬兰犬、高加索牧羊犬和东欧牧羊犬杂交产生。莫斯科水犬仅由红星犬舍训练培养，红星犬舍是国家经营的组织，被特许为苏联武装部队提供工作犬。不幸的是，培育出的犬不但不能拯救溺水者，反而会攻击他们。育种计划因此终止，犬舍也转而培育黑俄罗斯㹴。莫斯科水犬现已绝种。

## 历史背景
二战后，苏联的工作犬大多在战争中丧生。进口工作犬的数量尚不足以建立特定品种的专门育种计划。在G.P.梅德韦杰夫上校的指挥下，中央军区工作犬学校（红星犬舍）开始通过对现有犬种进行杂交来开发一些自己的专门犬种。其中就有如莫斯科纽芬兰犬（德国牧羊犬和纽芬兰犬杂交）、培育莫斯科大丹犬（德国牧羊犬和大丹犬杂交）、布鲁达斯蒂猎犬（艾瑞代尔㹴和俄罗斯猎犬杂交）、莫斯科看门狗（圣伯纳犬和高加索牧羊犬杂交）以及莫斯科水犬等犬种。该计划中最成功的犬种是黑俄罗斯梗，它于1984年获得了国际认可；其产生于14个不同犬种组合杂交的后代，包括处于育种后期阶段的莫斯科水犬。